# Св. Ипполит (баркентина)
«Святой Ипполит» — трёхмачтовая баркентина, построенная для учебных целей Таганрогских мореходных классов в 1892 году.

## История
Баркентина «Святой Ипполит» была построена по инициативе и стараниями проживавшего в Таганроге с 1883 по 1894 год Ипполита Ильича Чайковскогого, брата прославленного композитора. Ипполит Чайковский с 1885 по 1894 год являлся членом, а затем председателем Комитета по заведованию Таганрогскими мореходными классами.
Ростовской мореходке баркентину «Ипполит» передали в 1924 году.
В 20-х годах двадцатого века на «Ипполите» снимались все немые фильмы, связанные с гражданским морским флотом.
«А чего стоила стройная трехмачтовая красавица баркентина Таганрогского мореходного училища „Святой Ипполит“! Глядя на неё, уже вообще нельзя было думать ни о чем, кроме моря, штормов, пиратов… Впрочем, сколько я её помню, она всегда мирно стояла на своем постоянном месте у широкого внешнего мола, исчезая очень редко и очень ненадолго» — Л. Д. Зимонт, Мемуары.